# 王子峻
王 子峻（おう ししゅん、ワン・ツージュン、英語: Wang Zijun、2006年1月7日 - ）は、中華人民共和国の男子バドミントン選手。

## 経歴
2023年のアジアジュニア選手権では、男子シングルの準決勝で沖本優大に敗れ、銅メダルを獲得した。
2024年のアジアジュニア選手権では、団体種目で第1ダブルスで出場し、中国チームの優勝に貢献した。